# Nabu-deni-epusz
Nabu-deni-epusz (akad. Nabû-dēnī-ēpuš, w transliteracji z pisma klinowego zapisywane mdPA-DI-DÙ, tłum. „O Nabu, rozpatrz mą sprawę!”) – asyryjski gubernator prowincji Niniwa za rządów króla Sennacheryba (704-681 p.n.e.); w 704 r. p.n.e. pełnił urząd limmu (eponima). Za jego eponimatu - zgodnie z Asyryjską kroniką eponimów - zakończyć się miała budowa pałacu w Kilizu.